# Fernão Mendes Pinto

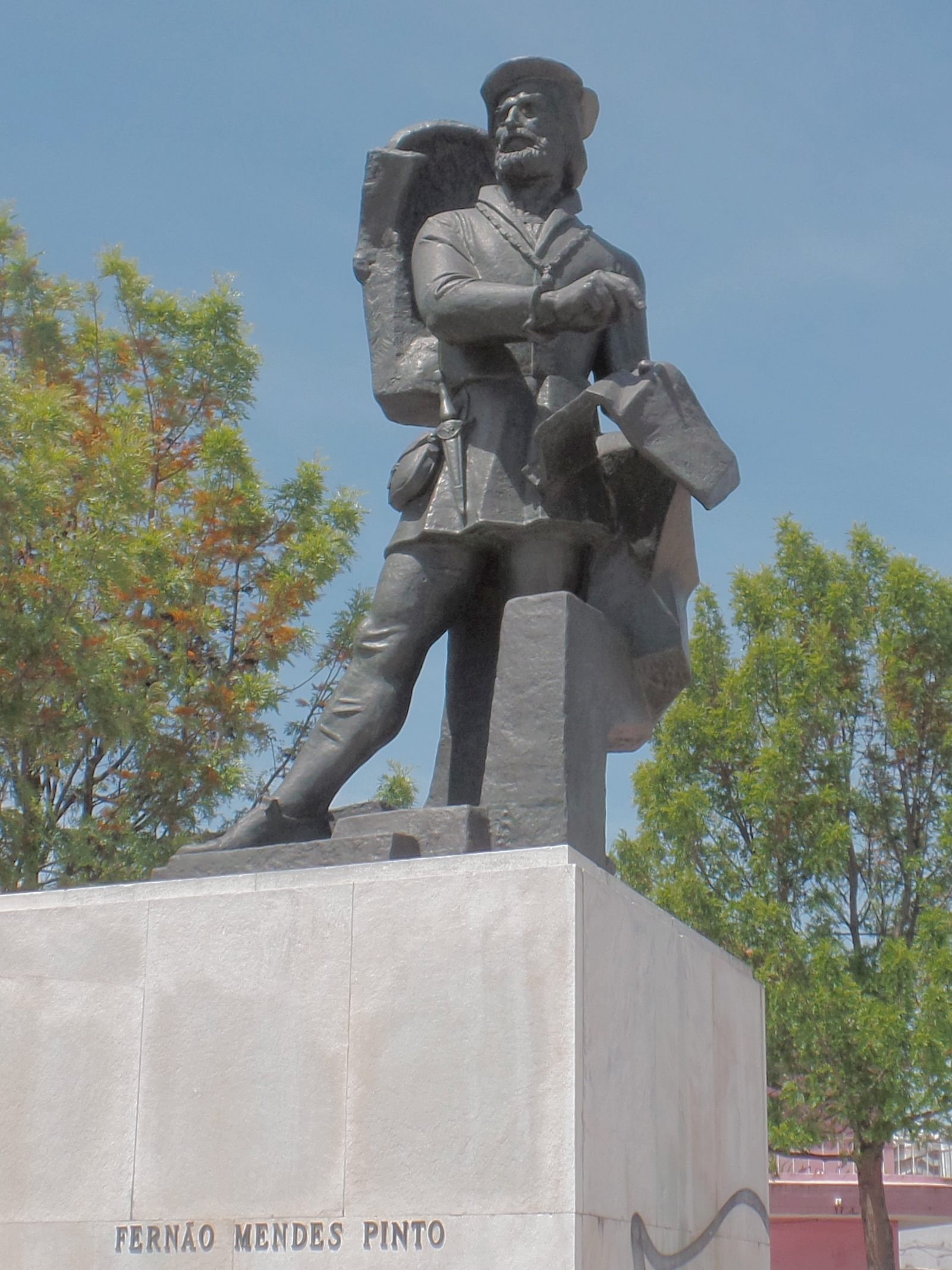
Standbeeld van Fernão Mendes Pinto in Pragal

Fernão Mendes Pinto (Montemor-o-Velho circa 1510-14 — Pragal, 8 juli 1583) was een Portugese ontdekkingsreiziger en avonturier, die bekend is voor zijn deelname in 1543 aan de eerste Portugese expeditie naar Japan. Hij was verantwoordelijk voor de introductie van vuurwapens in dat land.

## Biografie
Toen hij nog jong was nam een oom hem mee naar Lissabon, waar hij werk kreeg in het huis van Jorge de Lencastre, hertog van Aveiro, onechte zoon van koning Juan II van Portugal. Hij bleef er vijf jaar, waarvan twee jaar als kamerheer van Jorge zelf.
In 1537 besloot hij naar India te reizen om zijn twee broers te ontmoeten. Volgens zijn relaas in Peregrinação nam hij deel aan een zeeslag tegen de Ottomanen in de Rode Zee in 1538, waarbij hij gevangen werd genomen en verkocht aan een Griek en vervolgens aan een Jood die hem naar Hormuz bracht. Hier werd hij bevrijd door Portugezen.
Met de hulp van Pedro de Faria reisde hij naar Malaca, vanwaar hij vertrok voor zijn avonturen. Hij reisde gedurende 21 jaar langs de kusten van Birma, Siam, de Soenda-eilanden, Molucas, China en Japan. Tijdens een van zijn reizen naar Japan leerde hij Franciscus Xaverius kennen en besloot hij zich in te zetten voor de missie van de jezuïeten in Japan.

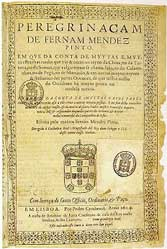
Peregrinação,het beroemde boek van Fernão Mendes Pinto

In 1554 ging hij als novice van de Jezuïeten naar Japan en als afgezant van de onderkoning  Afonso de Noronha naar de daimyo van Bungo. Helaas werd deze reis een teleurstelling voor hem, zowel door het gedrag van zijn reisgezel als door het gedrag van de Jezuïeten. Met afschuw verliet hij het noviciaat en keerde terug naar Portugal.
Met de hulp van de voormalige gouverneur van India, Francisco Barreto, verkreeg hij documenten betreffende zijn inspanningen voor zijn vaderland, die hem het recht zouden moeten geven op een pensioen. Helaas kreeg hij dit pensioen nooit. Gedesillusioneerd ging hij naar Valle de Rosal, in Pragal, waar hij tot zijn dood verbleef en waar hij tussen 1570 en 1578 zijn nalatenschap schreef, Peregrinação. Dit werk zou pas 20 jaar na zijn dood worden uitgegeven. Historici twijfelen aan het waarheidsgehalte van delen van het werk.